# Tone It Down
Tone It Down è un singolo del rapper statunitense Gucci Mane, realizzato in collaborazione con il cantante Chris Brown, secondo estratto dal suo undicesimo album in studio Mr. Davis. È stato pubblicato il 20 giugno del 2017 dalla Atlantic Records.

## Il brano

### Composizione
Tone It Down è un brano hip-hop prodotto da Cardiak e Hitmaka, con la base caratterizzata dall'uso di un flauto, influenzata dalla musica trap e R&B.
Il brano segue varie collaborazioni tra Mane e Brown, tra cui il singolo del 2016 di Brown Party, il brano del rapper del 2016 "MoonWalk", che figurava la collaborazione anche con Akon, e il brano di Brown del 2010 "Ms. Breezy" contenuto nel mixtape In My Zone 2.

## Classifiche
| Classifica (2017)         | Posizione massima |
| ------------------------- | ----------------- |
| Stati Uniti               | 116               |
| Stati Uniti (R&B/hip-hop) | 52                |